# 霍洛波 (佛羅里達州)
霍洛波（英語：Holopaw）是位於美國佛羅里達州奧西歐拉縣的一個非建制地區。該地的面積和人口皆未知。

## 地理
霍洛波的座標為28°08′09″N 81°04′34″W / 28.13583°N 81.07611°W，而該地的平均海拔高度為24米（即79英尺）。